# Centena de Faurås

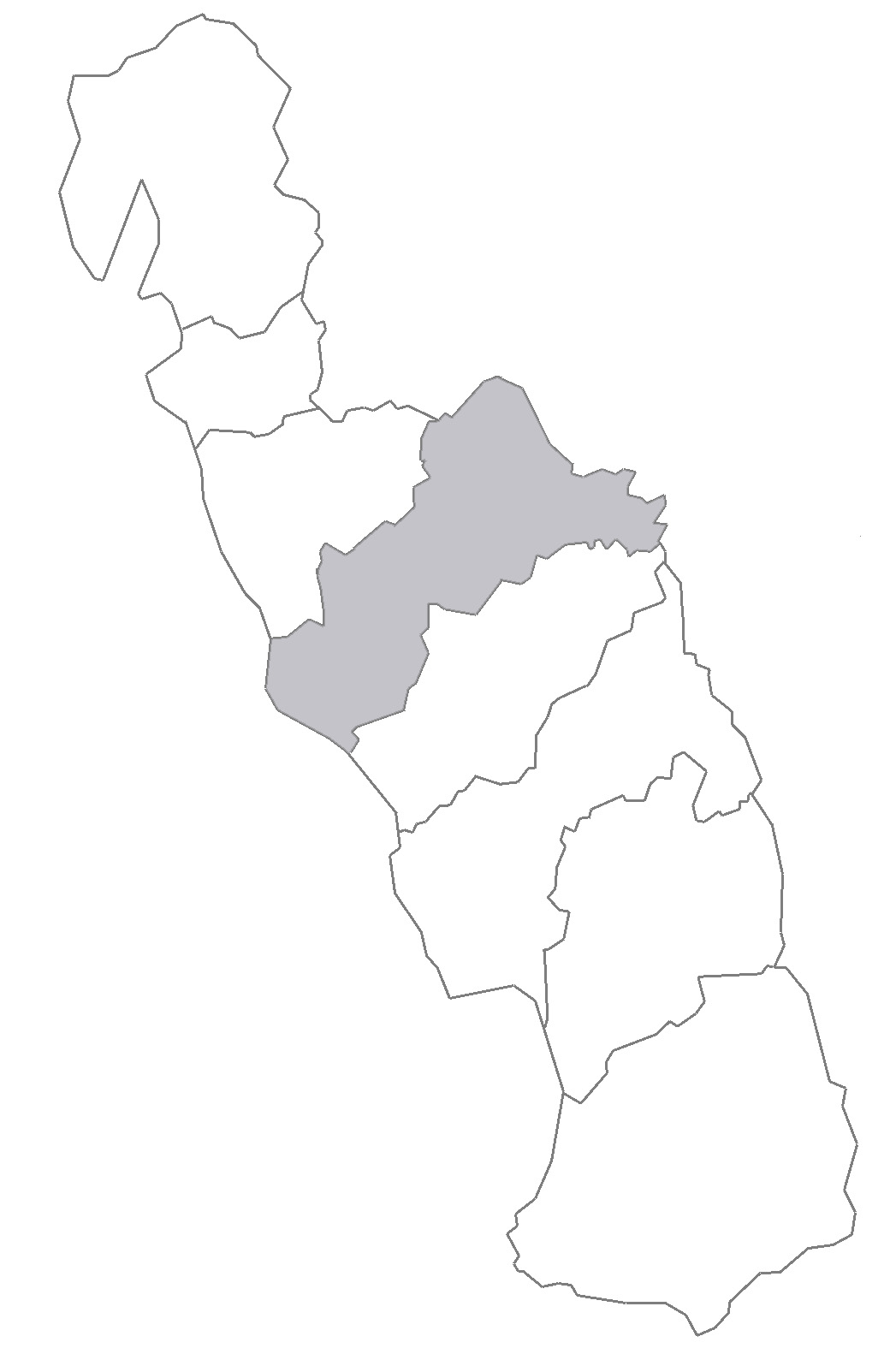
Localización de la centena de Faurås en Halland

La centena de Faurås (en sueco: Faurås härad) fue una centena  en la provincia histórica Halland, Suecia.

## Parroquias

El escuedo de la centena

## Parroquias[1]
| En Municipio de Falkenberg - Parroquia de Alfshög - Parroquia de Fagered - Parroquia de Gunnarp - Parroquia de Gällared - Parroquia de Källsjö - Parroquia de Köinge | - Parroquia de Ljungby - Parroquia de Morup - Parroquia de Okome - Parroquia de Stafsinge - Parroquia de Svartrå - Parroquia de Ullared - Parroquia de Vinberg | En Municipio de Varberg: - Parroquia de Dagsås - Parroquia de Sibbarp |